# Platja de l'Almadrava
La platja de l’Almadrava, situada a Vilassar de Mar, (popularment coneguda com a “Palomares”) és una de les platges més conegudes de la zona, juntament amb la platja de Ponent.

## Descripció
Té una longitud de 296 metres i una amplada de 60 metres, i es troba entre els pobles de Vilassar de Mar i Cabrera de Mar. És de sorra daurada i la zona de bany es troba delimitada per una línia de boies a uns 200 metres de la platja. A només uns metres de l’aigua, hi ha el restaurant de “Palomares”, de cuina mediterrània.

### Serveis
- Dutxa i renta-peus
- Lavabos[1]
- Servei de renovació de la sorra
- Papereres amb recollida selectiva
- Cartell informatiu
- Aparcament[1]

### Accesibilitat
- Estació tren Rodalies de Catalunya (Cabrera de Mar-Vilassar de Mar).
- Soterrani per arribar a peu a la platja.[2]
- Facilitats d’accès per a persones amb discapacitats.[2]
- Cadires adaptades al bany per a persones amb discapacitats.
- Lavabos i dutxes adaptades a persones amb discapacitats.

### Vigilància i seguretat
- Socorristes en època d’estiu[2]
- Punt d’assistència sanitària i farmacioles
- Horari de vigilància policial[2]

### Serveis complementaris
- Restaurant[2]
- Bar (guingueta)[2]
- Esport nàutic